# Francisco Carlos Bach
Francisco Carlos Bach (ur. 4 maja 1954 w Ponta Grossa) – brazylijski duchowny katolicki, biskup Joinville od 2017 (od 2025 arcybiskup).

## Życiorys
3 grudnia 1977 otrzymał święcenia kapłańskie i został inkardynowany do diecezji Ponta Grossa. Był m.in. profesorem i ekonomem diecezjalnych seminariów, wikariuszem parafii katedralnej, a także ekonomem kurii i wikariuszem generalnym diecezji.
27 lipca 2005 został mianowany biskupem ordynariuszem diecezji Toledo. Sakry biskupiej udzielił mu 27 października 2005 ówczesny arcybiskup Florianópolis – Murilo Krieger.
3 października 2012 papież Benedykt XVI mianował go ordynariuszem diecezji São José dos Pinhais.
19 kwietnia 2017 papież Franciszek mianował go biskupem ordynariuszem Joinville, a 5 listopada 2024 wraz z podniesieniem diecezji do rangi archidiecezji, mianował go pierwszym arcybiskupem metropolitą Joinville. Ingres odbył się 23 lutego 2025. Paliusz otrzymał z rąk papieża Leona XIV w dniu 29 czerwca 2025.